# Eriothrix sledzinskii
Eriothrix sledzinskii är en tvåvingeart som först beskrevs av Draber och Kolomiets 1982.  Eriothrix sledzinskii ingår i släktet Eriothrix och familjen parasitflugor. Inga underarter finns listade i Catalogue of Life.